# Global Africa Aviation
Global Africa Aviation war eine simbabwische Frachtfluggesellschaft mit Sitz in Harare und Basis auf dem Flughafen Harare International. Sie gilt als Nachfolger der insolventen Avient Aviation.

## Geschichte
Global Africa Aviation wurde im Jahr 2014 gegründet und nahm im selben Jahr den Flugbetrieb mit zwei geleasten McDonnell Douglas MD-11F auf.
Die Gesellschaft stellte am 19. Januar 2019 den Betrieb ein.

## Flotte
Mit Stand November 2019 bestand die Flotte der Global Africa Aviation aus zwei Frachtflugzeugen mit einem Durchschnittsalter von 25,8 Jahren:
| Flugzeugtyp              | Luftfahrzeugkennzeichen | Anmerkungen                    | Alter in Jahren |
| ------------------------ | ----------------------- | ------------------------------ | --------------- |
| McDonnell Douglas MD-11F | Z-GAA                   | von Avient Aviation übernommen | 27,7            |
| McDonnell Douglas MD-11F | Z-GAB                   |                                | 24              |